# Cudhi
Cudhi là một xã trong quận Krujë thuộc hạt Durrës, Albania. Dân số năm 2005 là 4133 người.